# Spincoating

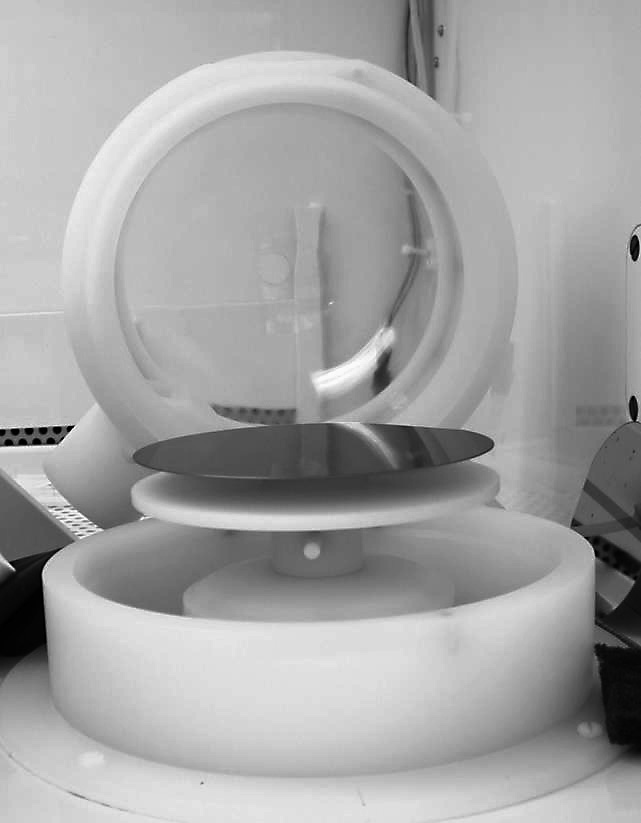
Het spincoatingproces toegepast bij de fabricage van een wafer

Een spincoating is een oppervlaktebehandelingsproces om een dunne egale deklaag (coating of thin film) op een substraat (ondergrond) aan te brengen.

## Proces
Op een roterend voorwerp (zoals een schijf) wordt in het midden een vloeistof gebracht. Doordat het voorwerp ronddraait, wordt de vloeistof naar buiten geslingerd. Doordat de vloeistof zich door adhesie hecht aan de ondergrond, zal bij een juiste snelheid en een juiste tijdsduur alleen een dunne vloeistoffilm op het roterend voorwerp achterblijven. De overtollige vloeistof wordt van het voorwerp afgeslingerd door de middelpuntvliedende kracht.

Schematische weergave van het spincoatingproces

## Toepassing
Spincoatings worden toegepast in de productie van wafers, oleds en compact discs.